# Jef Sleeckx
Jef Sleeckx (Berlaar, 10 januari 1937) is een Belgisch politicus.

## Biografie

### De jonge jaren
Kempenaar Jef Sleeckx werd geboren in Berlaar in 1937. Zijn vader werkte bij een grote bouwfirma, zijn moeder was huisvrouw. Hij werd christelijk opgevoed, maar kwam onder impuls van zijn moeder toch op het Atheneum terecht, in het toenmalige rijksonderwijs, dat ideologisch strikt neutraal heette te zijn. Daar studeerde hij Latijn-Grieks.
De jonge Sleeckx studeerde ook na de humaniora verder en werd leraar Nederlands-Geschiedenis. Hij was geïnteresseerd in de maatschappij in al haar aspecten. Verhalen van vrienden en kennissen uit die tijd geven aan dat hij al vroeg erg sociaal bewogen was.
Jef Sleeckx ging als leraar geschiedenis aan de slag in Balen. Daar was hij in 1966 een van de karrentrekkers van een erg succesvolle lokale 11.11.11-actie. Een televisieploeg kwam ter plekke vastleggen hoe de Balenaren exact 111.111 BEF ophaalden voor een zelfgekozen doel, de Sri Lankaanse Shramadanabeweging. Balen had dat jaar het hoogste gemiddelde ingezamelde geld per inwoner van heel het land.
Jef Sleeckx haalde A. T. Ariyaratne, de bezieler van de beweging, naar België. Hij zag in hem een voorbeeld van basissocialisme.

### De staking van Vieille Montagne (Balen)
Op de Balense fabriek van Vieille Montagne werkten op dat moment 1.500 mensen. In 1971 brak er een staking uit die, zoals iets eerder de Limburgse mijnstakingen in 1970, niet door de vakbonden erkend werd. Jef Sleeckx trok ernaartoe om zijn hulp aan te bieden.
Aanvankelijk werd hij door stakingsleider Piet Poppeliers afgescheept, maar Sleeckx bleef voet bij stuk houden. De volgende weken zorgde hij ervoor dat leningen van stakers werden opgeschort, adviseerde hij voor het oprichten van een stakerscomité, liet hij vrouwen betrekken bij de staking, spande hij zich in om stakers tijdelijk elders te werk te stellen (desnoods in het zwart) en ging hij bij andere bedrijven pleiten voor solidariteit.
De staking werd een succes voor de arbeiders: zij dwongen een loonsverhoging af (9,75 frank in plaats van 8 frank per uur). Daarnaast viel bij deze staking de grote mate van zelforganisatie onder de arbeiders op.
De staking inspireerde Jef Sleeckx’ collega Walter van den Broeck om het toneelstuk Groenten uit Balen te schrijven, dat in 2011 werd verfilmd. Ook een andere bekende collega, beeldend kunstenaar Jef Geys, was bij de staking betrokken en schilderde spandoeken. Later verklaarde deze: ‘Dit was de enige keer in mijn leven dat ik mij als kunstenaar nuttig gevoeld heb’.

### Groot Arbeiders Komitee (GAK)
Na de staking in Balen werden Piet Poppeliers en Jef Sleeckx uitgenodigd om te komen spreken aan de rechtenfaculteit in Leuven. Tijdens het debat stelde Jef Sleeckx de oprichting voor van een Groot Arbeiders Komitee (GAK), een comité dat kon dienen als contactorgaan tussen arbeiders en bedienden van over heel het land. Het zou zowel de onderlinge solidariteit bevorderen als ook de mogelijkheid scheppen om verschillende ervaringen uit te wisselen. Er werd ook gesproken over een harmonieuze samenwerking tussen arbeiders en intellectuelen.
Het GAK breidde snel uit. Een van de motto’s was: "De vakbond is van ons, wij zijn de vakbond!". Zowel binnen ABVV als ACV waren er dan ook leidende figuren die de vorming van dit anti-vakbondscomité met lede ogen aanzagen.
In de woorden van Jef Sleeckx zou het GAK een 'monster met vele tentakels' worden. Een lichte structuur en permanente aanwezigheid moesten het comité iets onbestemds geven, stelde hij. Politici zouden het niet in een of ander hoekje kunnen drummen zo en makkelijker onder druk gezet worden.
Het GAK organiseerde volkskampen in Westende. Daar kwamen duizenden mensen van binnen en buiten België samen. Mensen van de volkshogeschool Elcker-Ik zorgden mee voor accommodatie. Er was animatie van Vuile Mong en zijn Vieze Gasten, van de Internationale Nieuwe Scène en van Jan Decleir die daar de eerste keer Mistero Buffo van Dario Fo speelde.
Er werden enkele brochures uitgegeven en eind 1973 maakte het GAK een eigen berichtenblad. Financieel kwam men rond doordat afgesproken werd dat alle leden elke maand een uur loon zouden bijdragen. Er ontstonden ook lokale kernen.
Ondertussen echter politiseerde het GAK. Leden van AMADA en RAL begonnen te spreken over de oprichting van een nieuwe partij. Dit zorgde voor discussie, wantrouwen en een dalende motivatie onder de leden.

### Politieke loopbaan binnen de socialistische partij
In 1974 verhuisde Jef Sleeckx met zijn gezin naar buurgemeente Mol. De plaatselijke BSP-afdeling had nieuw bloed nodig en de voorzitter, Fons De Wit, engageerde Sleeckx in 1975 om hem achter de schermen bij te staan. Al vlug kwam Sleeckx in het plaatselijke partijbestuur, om het bij de gemeenteraadsverkiezingen van 1976 te schoppen tot lijsttrekker. Van 1977 tot 2000 was hij gemeenteraadslid van de gemeente.
De lokale verkiezingen waren een succes, wat de Antwerpse SP-top op het idee bracht om hem ook voor de parlementsverkiezingen van 1978 te vragen. De bedoeling was dat Sleeckx een heleboel stemmen zou aanbrengen, zonder daarom verkozen te worden. Hij bleef immers een vreemde eend in de SP-bijt. Onder andere wegens zijn basishouding om geen rekening te houden met de politieke zuilen en zowel christelijke als socialistische arbeiders aan te spreken. Tegen alle verwachtingen werd Jef Sleeckx verkozen tot lid van de Kamer van volksvertegenwoordigers voor het kiesarrondissement Turnhout, wat hij bleef tot in 1995.
Hoewel Jef Sleeckx van in het begin een heel eigen – soms geïsoleerde – positie had binnen de socialistische parlementaire fractie en af en toe op het matje werd geroepen door de partijtop, zag Karel Van Miert in hem het prototype van de doorbraak-figuur. Doorbraak was de door Van Miert in gang gezette verruimingsoperatie van de SP, die moest leiden tot progressieve frontvorming.
In 1981 werd Sleeckx verkozen in het SP-partijbestuur. Hij bleef daar tot het einde van zijn politieke loopbaan in 1999. Sleeckx zei en deed altijd vrij wat hij dacht, wat vaak voor botsingen zorgde met Karel Van Miert zelf, maar ook met mensen als Willy Claes en Louis Tobback. Door de jaren groeide er een ambigue situatie, waarbij de partijtop Sleeckx maar zelden zomaar zou volgen, maar wel af en toe terugviel op Sleeckx om aan te tonen dat er nog basismensen in de partij en haar parlementaire fracties vertoefden. Toen de SP getroffen werd door het Agustaschandaal kon Tobback niet anders dan iemand met de integriteit van Jef Sleeckx engageren voor haar 'De SP is nodig'-campagne.
In de periode januari 1979-oktober 1980 zetelde hij als gevolg van het toen bestaande dubbelmandaat ook in de Cultuurraad voor de Nederlandse Cultuurgemeenschap, die op 7 december 1971 werd geïnstalleerd. Vanaf 21 oktober 1980 tot mei 1995 was hij lid van de Vlaamse Raad, de opvolger van de Cultuurraad en de voorloper van het huidige Vlaams Parlement.
In 1995 werd Sleeckx gevraagd om op te komen voor de eerste rechtstreekse Vlaamse verkiezingen. Zelf was hij liever op het federale niveau politiek actief gebleven, maar hij volgde de wensen van de partijtop op en werd voor de kieskring Mechelen-Turnhout tot Vlaams Parlementslid verkozen met 27.000 stemmen. Er werd een nipte meerderheid gevormd met de CVP. Er was slechts één zetel op overschot, wat Sleeckx – die rond een aantal breekpunten niet zomaar de partijlijn volgde – herhaaldelijk in een zekere machtspositie bracht. Op 27 april 1999 werd hij in de plenaire vergadering van het Vlaams Parlement gehuldigd voor zijn 20 jaar parlementair mandaat.
Tijdens zijn politieke loopbaan in het federale en Vlaams Parlement nam Jef Sleeckx verschillende initiatieven op het vlak van (onder andere) sociale zekerheid, oudere werklozen, de bescherming van vakbondsafgevaardigden, asielwetgeving, de mensenrechtenschendingen tegen de Koerden in Turkije, intercommunales, fiscale fraude en wapenhandel. Op internationaal vlak stond hij vaak zij aan zij met Jef Ulburghs.
Een apart relaas is de manier waarop Sleeckx er als parlementair in slaagde 50 ton noodhulp naar Roemeense weeshuizen te brengen.
Opmerkelijk was ook de manier waarop Sleeckx voor de in Wit-Rusland vastgehouden buschauffeur Willy Sollie enkele zaken wist af te dwingen van de Wit-Russische overheid. Het Belgische Corps Diplomatique was daar niet mee opgezet, omdat bleek dat een enkel parlementslid via informele kanalen meer gedaan had gekregen dan zij via de grote poort.
In 1999 ging Jef Sleeckx met pensioen. Hij deed dat met een niet mis te verstane kritiek op de particratie binnen de Belgische politiek en de centrum-koers van de SP.

### Protest tegen het ontwerp voor een Europese Grondwet
In 2005 liet Jef Sleeckx opnieuw van zich horen. Samen met Georges Debunne en Lode Van Outrive voerde hij campagne voor een Vlaams referendum over het ontwerp voor een Europese Grondwet. Door het ophalen van 15.000 handtekeningen werd een hoorzitting afgedwongen in het Vlaams Parlement. Jef Sleeckx sprak de bevoegde commissie toe.
De campagne 'Onze Zeg/Notre Mot à Dire' is een vervolg op het initiatief en roept op tot mobilisatie en een referendum voor stemming over het Verdrag van Lissabon. Het Verdrag van Lissabon heeft voor 95% dezelfde inhoud als de Europese Grondwet.
Toen bleek dat hier geen gehoor aan gegeven werd, zijn de initiatiefnemers de ratificatie op de voet blijven volgen. Het Verdrag van Lissabon bepaalt meer dan 80% procent van onze wetgeving rechtstreeks. De discussie over deze Europese staatsvorming is voor de Belgische bevolking dus de meest fundamentele van de laatste twintig jaar. Een eventuele splitsing van BHV zal minder invloed hebben op het dagelijkse leven van de inwoners van de arrondissementen Brussel-Halle-Vilvoorde dan het Verdrag van Lissabon op België. Ze ontdekten met verbazing dat de Belgische ratificatie niet afgerond is. In tegenstelling tot de officiële verklaringen van de federale regering. De federale instemmingswet is nog niet gepubliceerd, dit heeft te maken met het ontbreken van het communautair akkoord.
Daarom diende Het platform Onzezeg.be/Notremotadire.be een Verzoekschrift in bij het Grondwettelijk Hof om de tussentijdse instemmingen van de verschillende Belgische parlementen met het EU-Verdrag nietig te laten verklaren. Tijdens het onderzoek door het hof kan België niet stellen dat de ratificatie rond is. Op dit vlak sluit België aan bij Duitsland, Polen, Tsjechië en Ierland.

### Comité voor een Andere Politiek (CAP)
Eind 2005 verzetten Sleeckx, Georges Debunne en Lode Van Outrive zich eveneens tegen het door de paarse regering doorgevoerde Generatiepact.
Op het moment dat de socialistische vakbond ABVV lijnrecht tegenover de sociaaldemocratische sp.a kwam te staan, pleitten zij voor het eerst voor een nieuwe linkse partij in België. Het Comité voor een Andere Politiek werd opgericht om die vorm te geven.
In verscheidene kranten stelde Jef Sleeckx dat het aanhouden van het veelbesproken cordon sanitaire voor de linkerzijde geen nut heeft, indien daartegenover geen wervend links programma staat, dat appelleert aan brede lagen van de bevolking. Vooral dan aan al diegenen die momenteel zowel in Vlaanderen als Wallonië uit protest tegen sociaaleconomische achterstelling extreemrechts stemmen.
- International Standard Name Identifier: 0000 0000 1995 3224
- Library of Congress Control Number: n00111308
- Virtual International Authority File: 72631725
- WorldCat: E39PBJxhqrjGxpJjd7prTGdJDq